# Гомон (1916—1918)
Го́мон (бел. Го́ман) — белорусская газета, выходившая в Вильне.

## История
Выходила в Вильне два раза в неделю с 15 февраля 1916 года по 24 декабря 1918 года на белорусском языке латиницей, с № 61 11 сентября 1916 года также кириллицей, с заглавиями «Гоман» и «Homan».
В 1916 году печатала отрывки из мемуаров Ольгерда Обуховича.
В 1917—1918 годах для органов немецкой цензуры выходило отдельное издание под заглавием «Homan = Volksstimme» с некоторыми статьями на немецком языке.
Редакторы-издатели В. Ластовский и один из родоначальников социал-демократического движения в Белоруссии, белорусский журналист Язеп Соловей (с 1917 года). Печаталась в типографии Мартина Кухты.